# Château de Joyeuse Garde
Le château de Joyeuse Garde, est situé au lieu-dit Goelforest en La Forest-Landerneau, dans le Finistère.
Depuis le XVe siècle, il est identifié avec le château de Joyeuse Garde, de la légende arthurienne,.

« Connu dans le passé pour être sous le nom du château de « Douloureuse Garde » lieu d'exactions et de crimes commis par des géants sanguinaires, l'intrépide chevalier Lancelot du Lac parvint à le délivrer, il prendra alors le nom de « Joyeuse Garde »,. »

Construit effectivement sur l'emplacement d'un ancien château fort qui daterait du VIe siècle, il est classé au titre des monuments historiques depuis le 6 octobre 1975.
Le Chevalier de Fréminville décrit ainsi l'état des ruines en 1844 : « Quelques pans de murailles, des fondements à fleur de terre, le pied des tours et la circonvallation des fossés, enfin l'arcade ogive du portail, sont tout ce qu'il en reste (...). Ces débris suffisent pour en faire reconnaître le plan entier, qui était un carré long flanqué de cinq tours, dont une à chaque angle et la cinquième au milieu d'un des côtés. (...) Au milieu de ses ruines, on trouve un souterrain, mais dont l'ouverture est actuellement presque entièrement bouchée. L'état de dégradation dans lequel est ce château n'est pas seulement dû aux ravages du temps. En 1342, les troupes de Charles de Blois l'ayant pris sur celles de Jean de Montfort, qui y tenaient garnison, il le fit démanteler et mettre en ruines.»

## Galerie

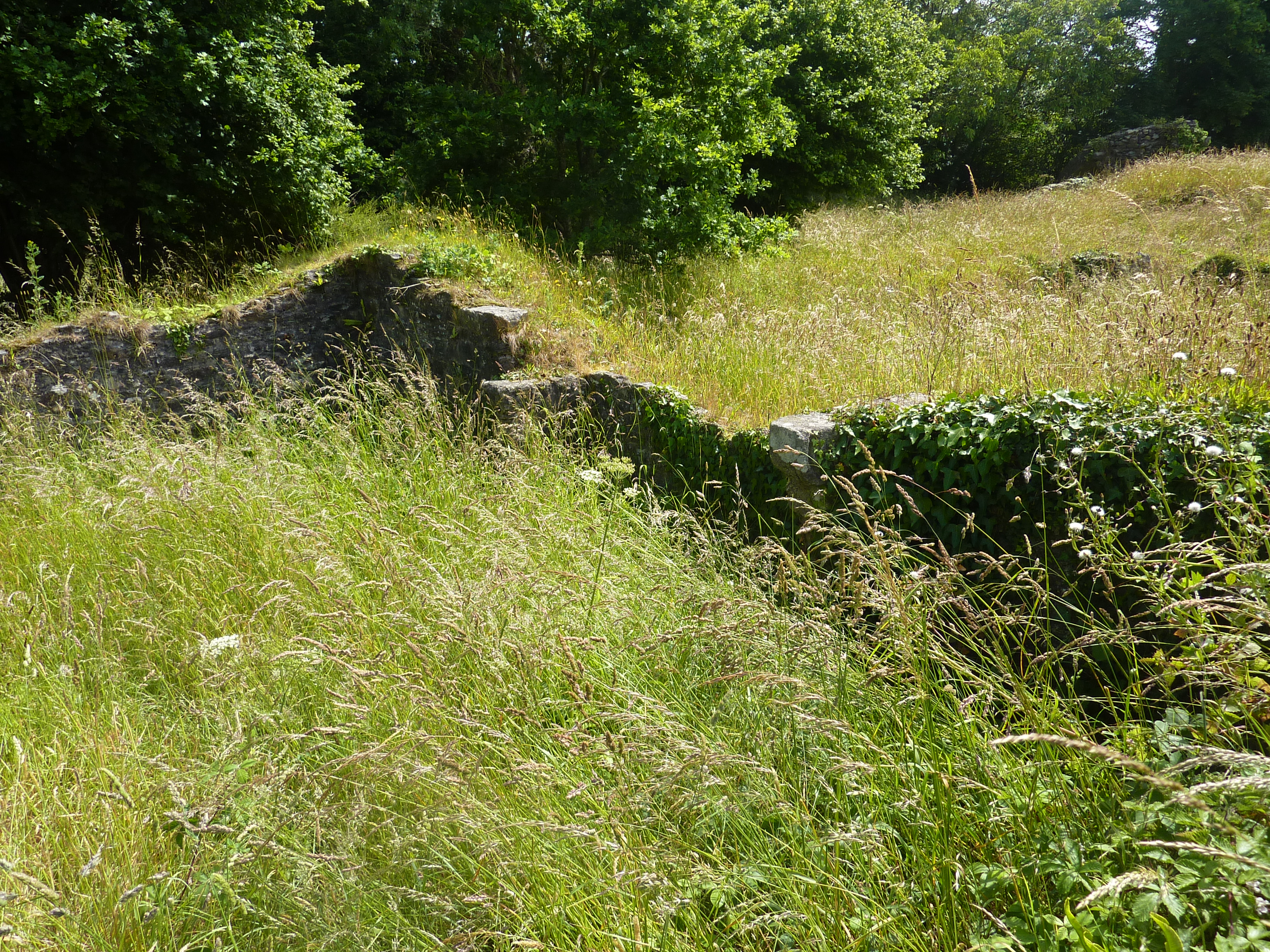
Les ruines du château de Joyeuse Garde émergent à peine des herbes recouvrant le site
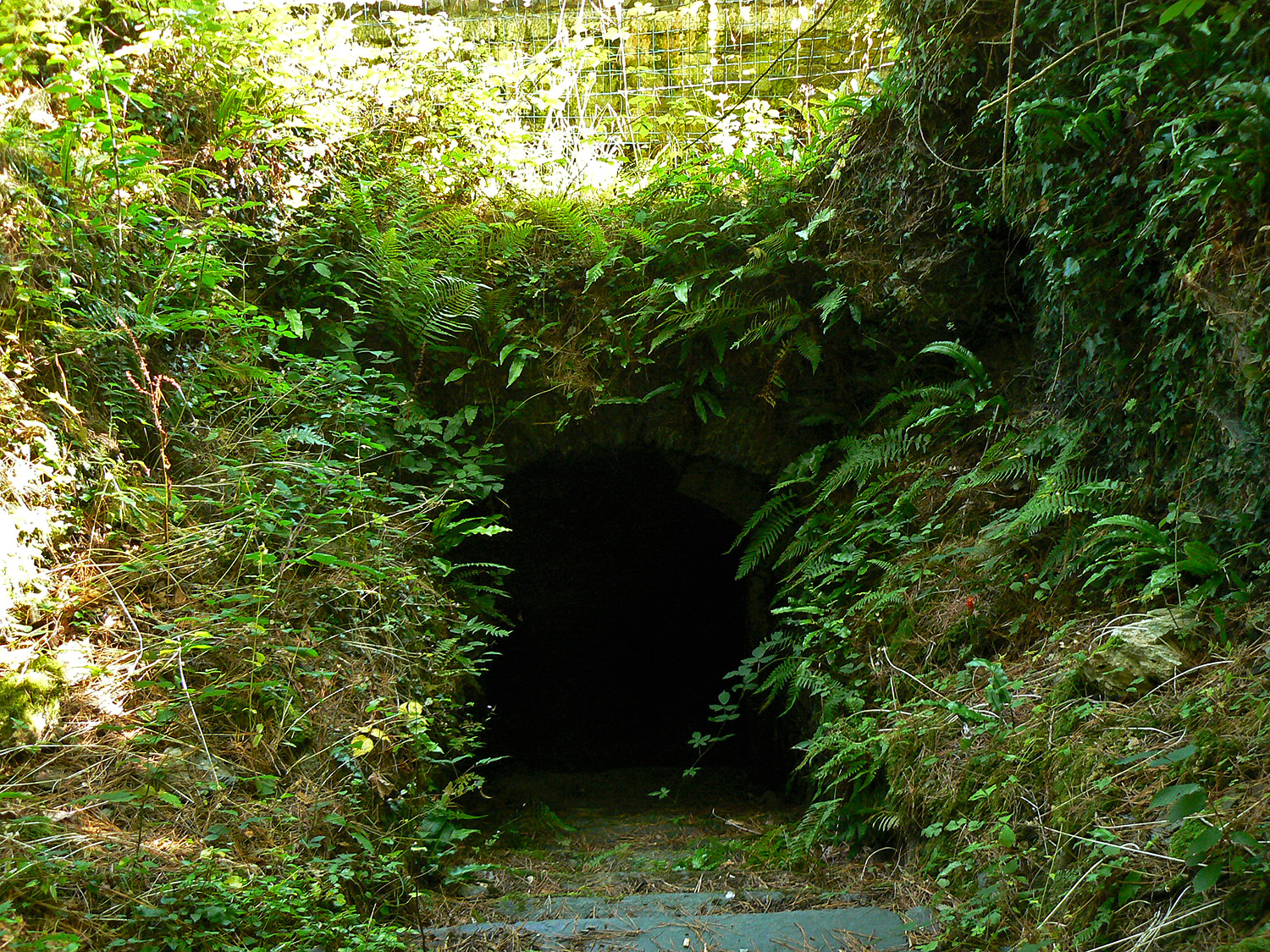
Entrée du souterrain
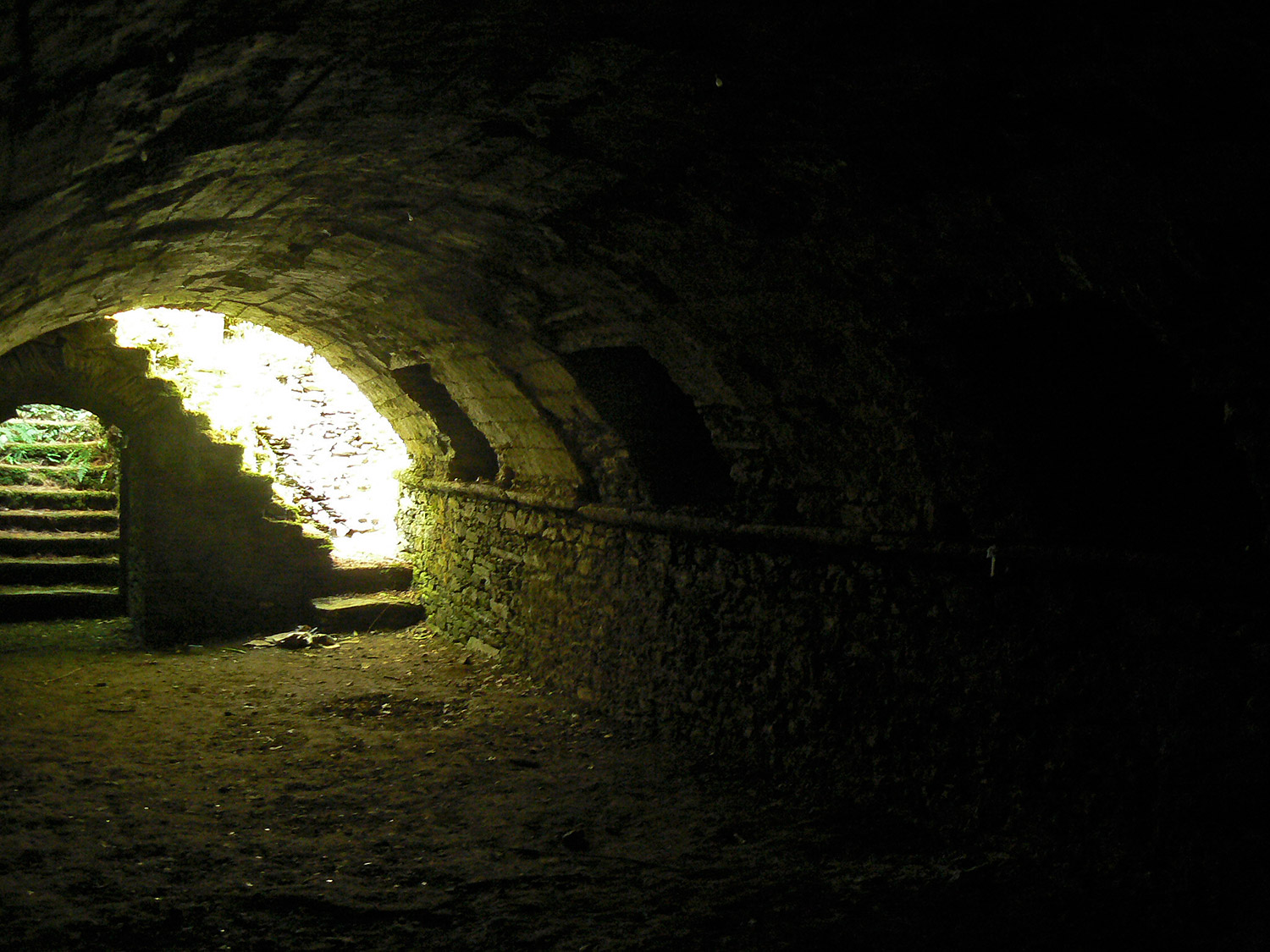
Souterrain
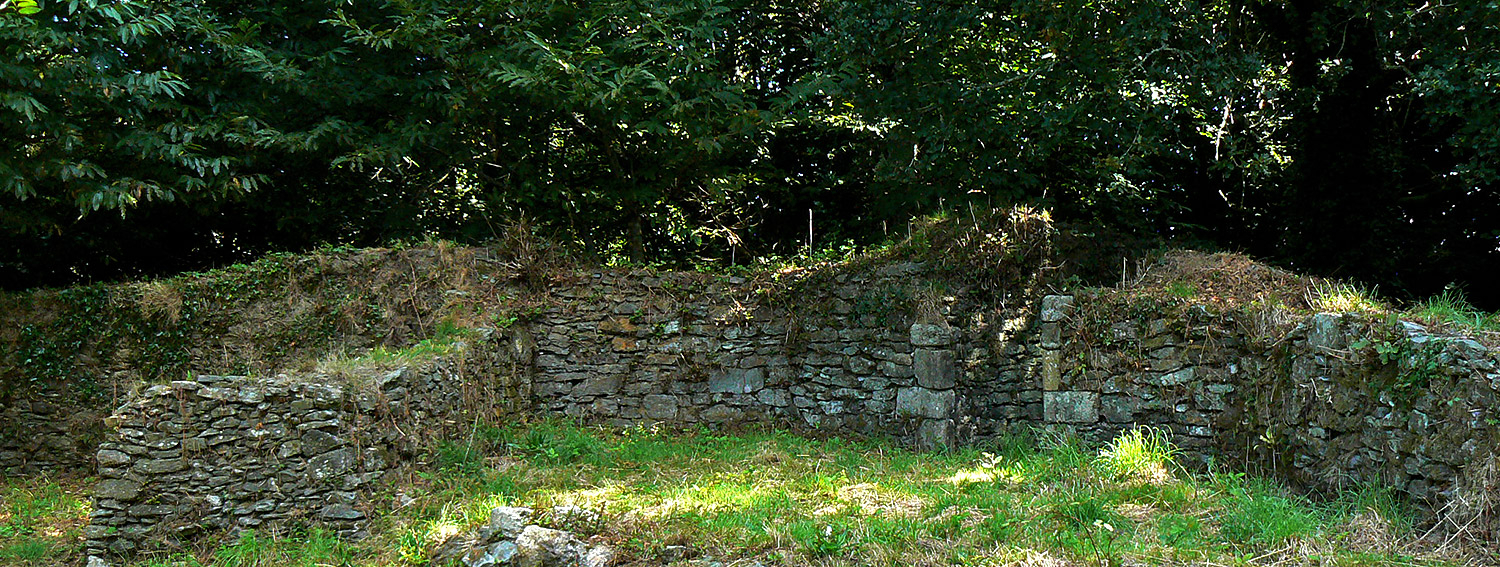
Ruines du mur
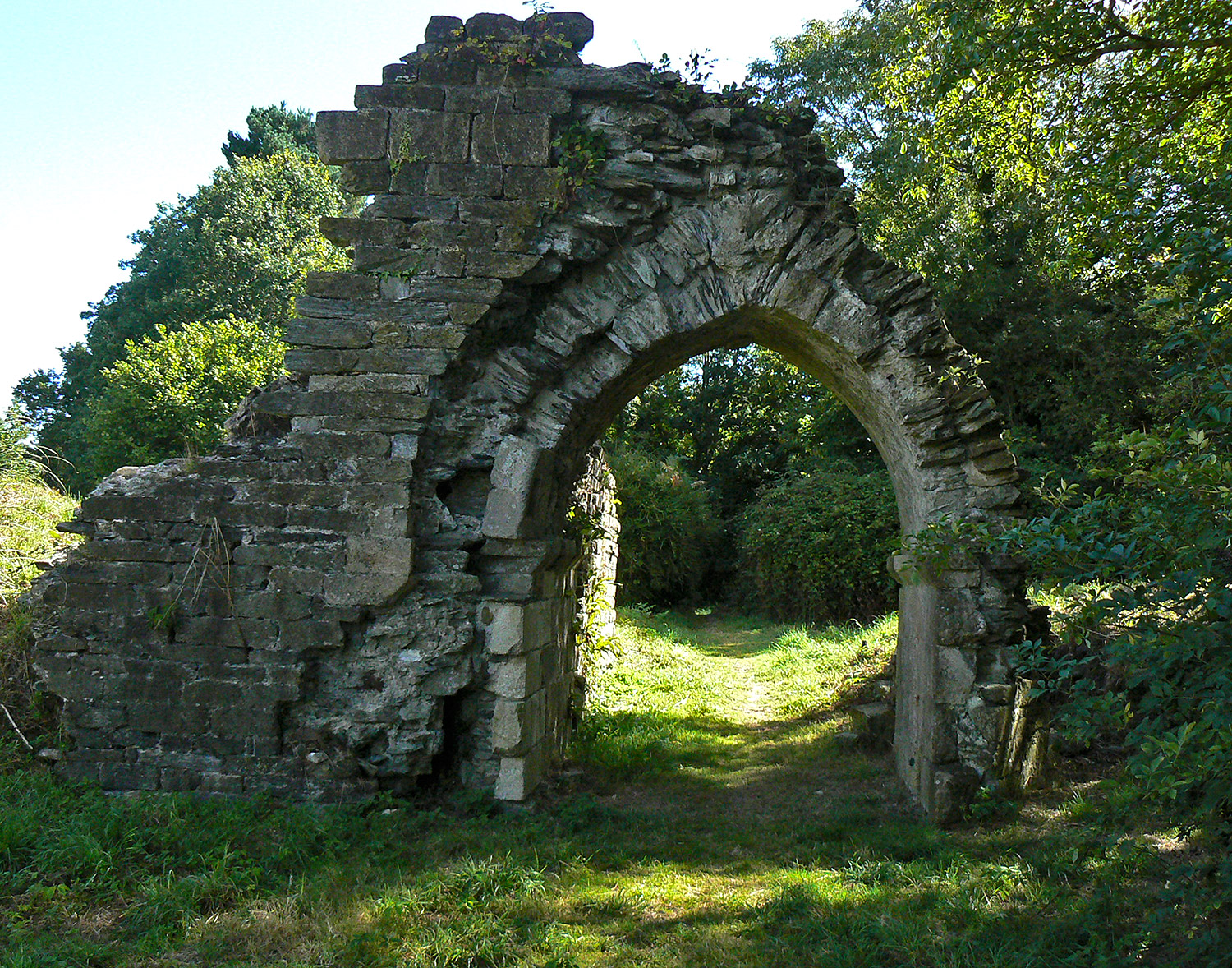
Ruines de la porte